# Barbara Jožefa Struss
Barbara Struss, Schwester Marija Jožefa (* 29. November 1805 in Laibach, heute Ljubljana; † 3. Januar 1880 ebenda), war eine slowenische Zeichenlehrerin und Malerin. Sie wird zu den „Alten Meistern“ der slowenischen Kunst gerechnet.

## Frühe Jahre
Barbara Jožefa wurde am 29. November 1805 in Ljubljana als Tochter der Dienstboten Marija Tratnik und Anton Struss geboren. 1823 trat sie in das Ursulinen-Kloster in Ljubljana ein, die ewige Profess legte sie 1829 ab. Kurz nach ihrer Ankunft begann auf Vorschlag des geistlichen Leiters der Gemeinschaft, Janez Šlaker, der Maler Matevž Langus, den Novizinnen, darunter Barbara Jožefa, Zeichenunterricht zu erteilen. Barbara Jožefa assistierte ihm beim Altarbild der Heiligsten Dreifaltigkeit für den Hochaltar der Ursulinenkirche in Ljubljana.

## Lehrtätigkeit und spätere Jahre
1826 wurde sie zur Zeichenlehrerin an den inneren und äußeren Ursulinenschulen ernannt – ein Amt, das sie bis ins hohe Alter ausübte. Über mehrere Jahrzehnte diente sie außerdem als Präfektin der klösterlichen Bildungseinrichtung. 1874 wurde sie zur Priorin des Ursulinenklosters in Ljubljana gewählt und blieb dies bis zu ihrem Tod.

## Künstlerisches Schaffen
Sie malte ihr gesamtes Leben lang. Viele Werke entstanden für das Kloster und die Ursulinenkirche, aber auch für andere Kirchen. Sie arbeitete überwiegend in Öl und schuf auch Fresken. Ihre Werke zeichnete sie mit ihren Initialen.

## Werke (Auswahl)
- Altarbild der Heiligsten Dreifaltigkeit (1840): Kompositionsskizzen und Unterzeichnung für das Dreifaltigkeitsbild in der Ursulinenkirche.[3]
- Heiliger Johannes der Evangelist (Öl auf Leinwand): Eines der Seitenaltar-Bilder der Kirche.[3]
- Kreuzweg-Stationen: Holz- oder Leinwandtafeln für die Kulisse des „Heiligen Grabes“.[3]
- Die Heiligen Herzen Jesu und Mariä (Öl auf Leinwand): Für die Klosterkapelle.[3]
- Fresken im Refektorium: Zyklus von Heiligen und Jesus (Josef, Anna, Ursula, Angela, Augustinus, Ignatius, Teresa, Katharina sowie Jesus und Maria).[3]
- Ansicht von Bled (Öl auf Leinwand).[3]
- Fresken beim Klostergarten: Dreißig kleinere Szenen.[3]
- Porträt Bischof Anton Wolf (1845): Repräsentationsporträt für das Alojzijevišče.[3]
- Christus in Dobrova (1848, auf Blech gemalt): Für den dortigen Friedhof.[3]
- Unsere Liebe Frau am Kreuz (Pfarrkirche Litija): Altarbild.[3]
- Porträt J. J. Schellenberg (1847).[3]

## Tod und Nachwirkung
Barbara Jožefa starb am 3. Januar 1880 in Ljubljana. Ihre Werke schmücken noch heute das Ursulinenkloster in Ljubljana. Kunsthistorische Analysen ordnen sie den „Alten Meistern“ der slowenischen Bildkunst zu und sehen in ihr eine wichtige Akteurin im künstlerischen Netzwerk des 19. Jahrhunderts.